# 常盤橋タワー
常盤橋タワー（ときわばしタワー、英: Tokiwabashi Tower）は、東京都千代田区大手町二丁目にある超高層建築物である。

## 概要
東京駅日本橋口前に位置する大手町二丁目常盤橋街区では、「東京駅前常盤橋プロジェクト（大手町二丁目常盤橋地区第一種市街地再開発事業）」が計画され、2020年（令和2年）9月17日開催のプレス発表会において、再開発事業の関係権利者筆頭の三菱地所は、計画地の街区名称を「TOKYO TORCH」、最初に竣工するA棟の名称を「常盤橋タワー」に決定したと発表した。
2021年（令和3年）6月に竣工した常盤橋タワーは、計画地に建っていた大和呉服橋ビル（1956年竣工、地上高38.5 m）および JXビル（1970年竣工、地上高84 m、旧・新日鉄ビルヂング）の2棟を取り壊し建てられた地上高約212 m、地上38階・地下5階建て。完成時点で大手町地区では読売新聞ビル（200 m）を凌ぎ最も高さが高いビルで、足元には広場空間「TOKYO TORCH park」、「TOKYO TORCH Terrace」も同時に整備された。
メインエントランスとなる東京駅側の巨大なピロティ空間から店舗共用部や1階吹き抜け、2階オフィスロビーにアプローチする、内部には、常盤橋の石積みやアーチ、常盤橋門のゲート性、日本橋川沿いの緑がデザイン要素として取り入れられた。高層部の外観は、格子状の外皮で覆い存在感のあるデザインとしている。これは、鉄を扱う企業が集積していたこの地の記憶を格子の金属感で表現したいとして考えられた。基準階オフィスは、樹脂製のインナーサッシカバーを用いて、結露量を約50%削減。DHC機械室、発電機室、特高電気室をはじめ、重要設備機械室を4階 - 7階に設けて、水害に対するBCP機能を高めている。
街区中央の一般に開放されたTOKYO TORCH parkは、日本橋川沿いの親水空間や国指定遺跡である「常盤橋門跡」の一部を残す常盤橋公園とも連携し、街を繋ぐ役割を担う。また低層部の飲食店舗にはテラスや回遊動線を配置し、広場と一体的に利用され賑わいを創出していく。
2027年（令和9年）には常盤橋タワーに隣接して、日本一の高さを誇る385 mの「Torch Tower（トーチタワー）」が開業を予定する。なお、計画地の下部に既設の大型駐車場である「日本パーキングセンター」は、再開発に着手するため、2016年3月末をもって営業を休止し、改修を経て営業を再開する。

## 入居企業
オープン時からクラレ東京本社、古河電気工業本社、古河機械金属の本社・グループ企業などが入居するほか、2022年に東京海上ホールディングスと傘下の東京海上日動・東京海上日動あんしん生命が本社ビルの建て替えに伴い、本社機能を仮移転した。

## 年表
- 2017年
  - 6月 - 大和呉服橋ビルの解体工事が着工。
  - 時期未確認 - JXビルの解体工事が着工。
- 2018年
  - 1月 - JXビルの解体が完了。東京駅前常盤橋プロジェクトA棟の建設工事が着工。
- 2020年9月17日 - 再開発地区の名称が「TOKYO TORCH」、A棟・B棟の正式名称がそれぞれ「常盤橋タワー」「Torch Tower」に決まったと発表。
- 2021年6月30日 - 常盤橋タワーが竣工。